# Tetróza
Tetróza (nebo tetrosa) je monosacharid se čtyřmi atomy uhlíku a jednou karbonylovou skupinou. Všechny tetrózy mají molekulární vzorec C4H8O4. Podle karbonylové funkční skupiny se dělí na aldotetrózy (odvozené od aldehydů) a ketotetrózy (odvozené od ketonů). Oba typy tetróz obsahují chirální atom uhlíku, který způsobuje optickou aktivitu látky. Aldotetrózy mají dva a ketotetrózy jeden chirální atom uhlíku.
Polotriviální název tetróza vznikl z řecké číslovky čtyři (tetra) a z přípony charakteristické pro sacharidy -óza.
Estery kyseliny fosforečné a tetróz hrají důležitou roli v metabolismu sacharidů v živých organismech.

## Aldotetrózy
Aldotetrózy mají dva chirální uhlíky, takže existují čtyři různé stereoizomery, z nichž se přirozeně vyskytují pouze D-erytróza a D-treóza.

D-erytróza
D-treóza

## Ketotetrózy
Ze dvou ketotetróz se přirozeně vyskytuje pouze D-erytrulóza.

D-erytrulóza a L-erytrulóza

## Biologické funkce
Tetrózy jsou sacharidy běžně se vyskytující v živých organismech. Některé se účastní metabolických procesů, jiné ovlivňují určité enzymy.
- Metabolické procesy – tetrózy se zúčastňují pentózofosfátového cyklu.
- Inhibitory enzymů – tetrózy jsou inhibitory enzymů při glykolýze a zabraňují jejímu dalšímu postupu.